# Drwęca
La Drwęca (Allemand: Drewenz) est une rivière du nord de la Pologne affluent de la Vistule (elle s'y jette près de Toruń). 

## Géographie
Elle est longue de 207 km (17ème plus long cours d'eau de Pologne) et son bassin couvre 5536 km² (entièrement en Pologne).

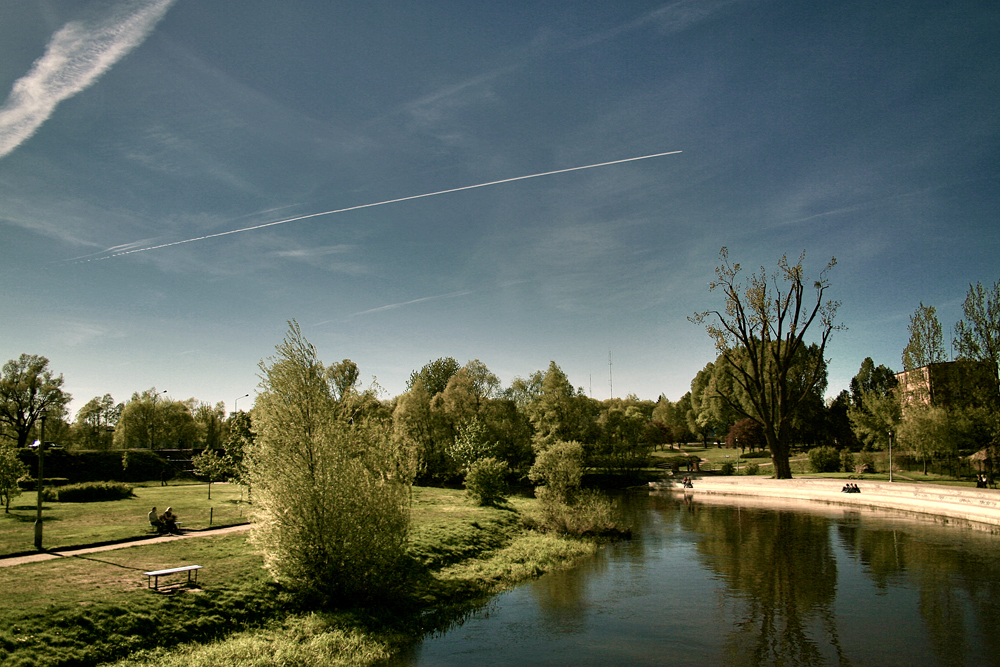
Drwęca - Brodnica

## Villes traversées
- Nowe Miasto Lubawskie, Brodnica, Golub-Dobrzyń, Toruń